# Hrabství Sligo
Hrabství Sligo (irsky Contae Shligigh, anglicky County Sligo) je irské hrabství, nacházející se na severozápadě země v provincii Connacht. Sousedí s hrabstvím Mayo a Roscommon na jihu a s hrabstvím Leitrim na východě. Severozápadní pobřeží omývá Donegalský záliv, součást Atlantského oceánu.
Hlavním městem hrabství je Sligo. Hrabství má rozlohu 1837 km² a žije v něm přibližně 65 tisíc obyvatel.
Mezi zajímavá místa patří skalní formace Ben Bulben.
Dvoupísmenná zkratka hrabství, používaná zejména na SPZ, je SO.